# St. Katharina (Katharinaberg)

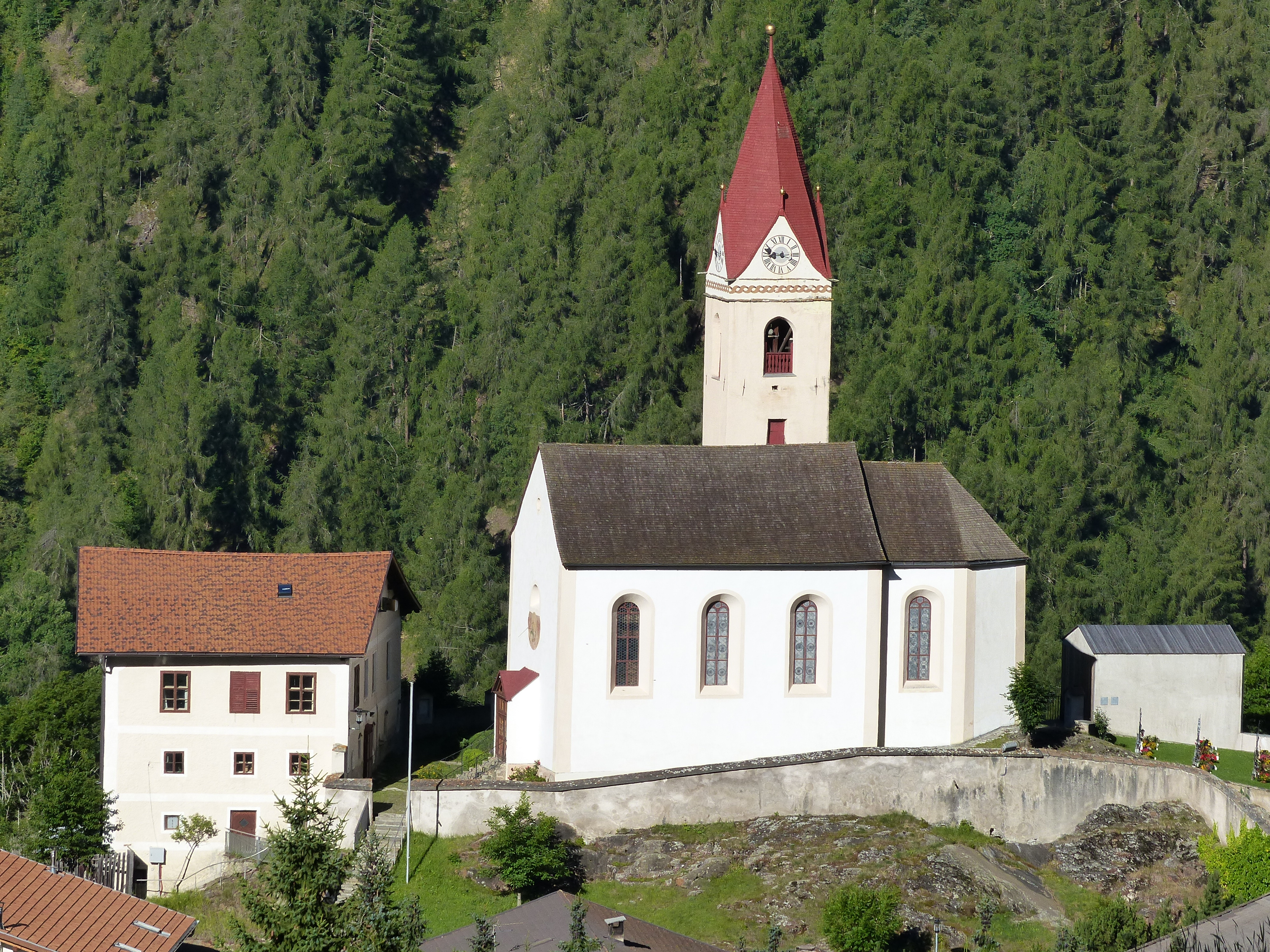
St. Katharina in Katharinaberg

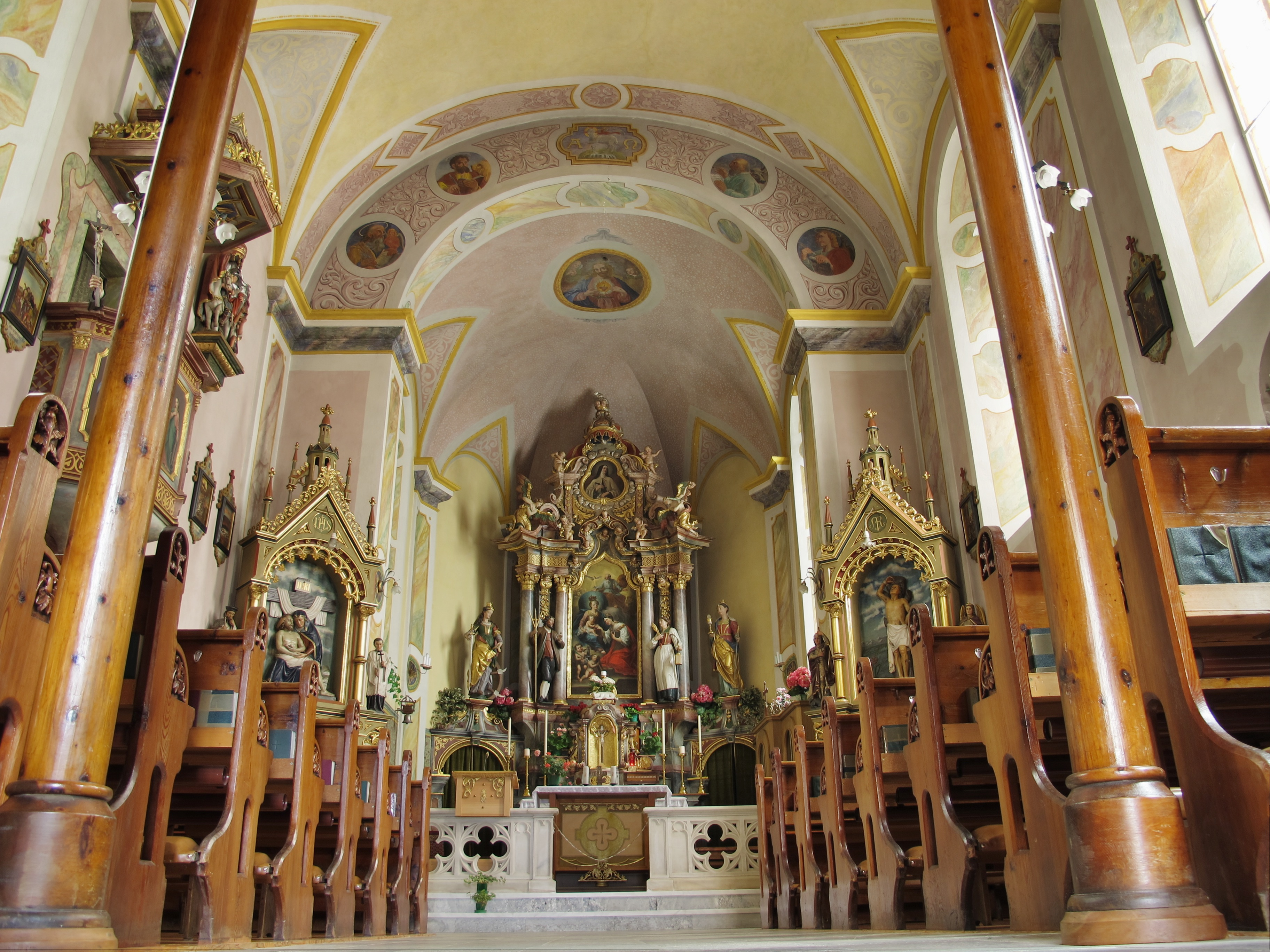
Innenraum

Die römisch-katholische Pfarrkirche St. Katharina in Katharinaberg, einer Fraktion der Gemeinde Schnals in Südtirol, wurde um 1500 auf einem alten Burggelände erbaut und 1748 auf die heutigen Ausmaße vergrößert. Die Kirche steht unter dem Patronat der heiligen Katharina von Alexandrien. Pfarrkirche, Friedhofskapelle und Friedhof stehen seit 1981 unter Denkmalschutz.

## Geschichte
An der Stelle der heutigen Kirche stand bis 1350 die Schnalsburg, deren Turm zum heutigen Glockenturm umgebaut wurde. Seit 1326 war die Schnalsburg in Besitz des Kartäuserordens. Naben der Burg erhielt der Orden den dazu gehörigen Maierhof und zwanzig weitere Höfe mit Rechten und Privilegien verliehen. Bereits in der Schnalsburg hatte es eine Katharinakapelle gegeben. Die  Kapelle war bis 1304 das einzige Gotteshaus im Schnalstal. Die Mönche der Kartause Allerengelberg ließen damals die Burg abtragen. 
Anderthalb Jahrhunderte später, 1498, bat Christian Weithaler von Prettrach, heute Unterpretter, den Prior von Allerengelberg um die Erlaubnis, auf dem alten Burggelände eine neue Kapelle zu Ehren der heiligen Katharina erbauen zu dürfen. Er erhielt die Erlaubnis. Christian Weithaler hatte einen Grund für die fromme Tat. Seine Tochter Margaretha sah der Entbindung entgegen und war zu Tode erkrankt. Die Eltern riefen die Nothelferin Katharina um Hilfe an und machten das Gelübde, ihr auf eigene Kosten eine Kapelle zu bauen. Margaretha wurde gesund und Christian Weithaler stand zu seinem Wort. Er baute das Kirchlein, wohl in der heutigen Form, aber etwas kleiner. 1503 hat es der Bischof Stephanus (Chur) eingeweiht. Es hatte damals schon drei Altäre. Vom Tag der Kirchweih an las ein Kooperator aus Naturns jeden dritten Sonntag eine heilige Messe in Sankt Katharina für die Leute im Gebirge und kehrte dann wieder nach Naturns zurück. Bis 1735 gehörten Katharinaberg und das Pfossental zur Pfarrei Naturns. Ab 1735 wurde dann die selbständige Kuratie in Katharinaberg errichtet, wobei sich rasch herausstellte, dass die Kapelle zu klein war, sodass sie bis 1748 auf die heutigen Maße und Formen vergrößert wurde. Ein Brand zerstörte die Kirche; sie wurde 1813/1814 erneuert.  

## Architektur
Die Kirche hat einen Spitzturm, in dessen Erdgeschoss sich die Friedhofskapelle befindet. Das Kirchenschiff mit Rundbogenfenstern überspannt ein  Tonnengewölbe. Der abgesetzte Chor ist mehreckig.